# سمانه بیرامی باهر
سمانه بیرامی باهر (زاده ۲۲ خرداد ۱۳۷۰) اسکی‌باز اسکی صحرانوردی اهل ایران است.
بیرامی باهر در بازی‌های المپیک زمستانی ۲۰۱۸ پیونگ چانگ شرکت کرده و پرچم‌دار ورزشکاران ایرانی در مراسم افتتاحیه بوده‌است. او در این بازی‌ها، با نفر نخست و قهرمان یک دقیقه و ۳۹ ثانیه اختلاف تایم داشت. اما در مسابقات اسپرینت (سرعتی) جام جهانی اسکی که نوامبر ۲۰۲۲ در سوئیس برگزار شد، توانست اختلاف تایم خود را با نفر نخست کاهش داده و به ۵۴ ثانیه برساند.
بیرامی باهر نخستین اسکی‌باز زن ایرانی است که به فینال رقابت‌های اسکی صحرانوردی قهرمانی جهان راه یافته‌است. او در مرحله مقدماتی این رقابت‌ها در بخش زنان که در فوریه ۲۰۲۳ در اسلوونی برگزار شد، در رتبه هشتم قرار گرفت و به فینال رسید.

## عنوان‌های بین‌المللی
- کسب دو مدال طلا در بخش ۵ کیلومتر پاتیناژ و کلاسیک زنان (رقابت‌های بین‌المللی اسکی صحرانوردی ترکیه، ۲۰۲۱)[۳]
- کسب مدال نقره در رشته اسپرینت و دو مدال برنز رقابت‌های ۵ کیلومتر کلاسیک (رقابت‌های بین‌المللی اسکی ارمنستان، ۲۰۱۸)[۴]
- کسب عنوان چهاردهم دنیا (مسابقات اسکی صحرانوردی قهرمانی جهان در اتریش، ۲۰۱۹)[۵]